# Paula Brancati
Paula Brancati (Markham, 1989. június 6. –) kanadai színésznő, aki színházakban, televízióban és filmekben szerepel. Legismertebb szerepei Jenny Zalen az Erica világában, Cally Stone a Sötét jóslatban, és Jane Vaughan A Degrassi gimiben. Az Ontario állambeli Markhamben született, a thornhilli Szent Erzsébet Katolikus Gimnáziumba járt.

## Filmográfia
| Év        | Magyar cím                    | Eredeti cím                   | Szerep           |
| --------- | ----------------------------- | ----------------------------- | ---------------- |
| 1999      | Ricky szobája                 | Ricky's Room                  | Tara             |
| 2003      |                               | Radio Free Roscoe             | Veronica         |
| 2003      | Jéghideg otthon               | Cold Creek Manor              | Stephanie Pinski |
| 2004      | Doki                          | Doc                           | Gena             |
| 2004      | Elveszett legendák kalandorai | Veritas: The Quest            | Fiatal Hayley    |
| 2004      |                               | Kevin Hill                    | Shelby Hacker    |
| 2004–2006 | Sötét jóslat                  | Dark Oracle                   | Cally Stone      |
| 2005      |                               | The Blobheads                 | Melissa          |
| 2005      | Painkiller Jane               | Painkiller Jane               | Fiatal Jane      |
| 2006      |                               | Angela's Eyes                 | Natalie Young    |
| 2006      | Tejben fürdünk                | Cow Belles                    | Sarah Van Dyke   |
| 2007      | Ugratópálya                   | Jump In!                      | Gina             |
| 2007      |                               | Heartland                     | Kerry-Anne       |
| 2007–2010 | A Degrassi gimi               | Degrassi: The Next Generation | Jane Vaughn      |
| 2009      | Derek, a fenegyerek           | Life with Derek               | Vicki            |
| 2009      |                               | The National Tree             | Katie Coyle      |
| 2009      | Erica világa                  | Being Erica                   | Jenny            |
| 2010      |                               | Degrassi Takes Manhattan      | Jane Vaughn      |
| 2011      |                               | Desperately Seeking Santa     | Marissa Marlet   |
| 2011      |                               | Moon Point                    | Kristin          |

## Fordítás
- Ez a szócikk részben vagy egészben  a   Paula_Brancati című angol Wikipédia-szócikk fordításán alapul.  Az eredeti cikk szerkesztőit annak laptörténete sorolja fel. Ez a jelzés csupán a megfogalmazás eredetét és a szerzői jogokat jelzi, nem szolgál a cikkben szereplő információk forrásmegjelöléseként.